# Терра-Алта (Пара)

Терра-Алта на карте штата.

Терра-Алта (порт. Terra Alta) — муниципалитет в Бразилии, входит в штат Пара. Составная часть мезорегиона Северо-восток штата Пара. Входит в экономико-статистический микрорегион Салгаду. Население составляет 10 262 человека на 2010 год. Занимает площадь 206,414 км². Плотность населения — 49,72 чел./км².

## Демография
Согласно сведениям, собранным в ходе переписи 2010 г. Национальным институтом географии и статистики (IBGE), население муниципалитета составляет:
| Полное население                               | Полное население                               | Полное население                               | Полное население                               | 10 262 |
| ---------------------------------------------- | ---------------------------------------------- | ---------------------------------------------- | ---------------------------------------------- | ------ |
| в том числе:                                   | Городское население                            | 4334                                           | Процент городского населения, %                | 42,23  |
|                                                | Сельское население                             | 5928                                           | Процент сельского населения, %                 | 57,77  |
|                                                | Мужское население                              | 5272                                           | Процент мужского населения, %                  | 51,37  |
|                                                | Женское население                              | 4990                                           | Процент женского населения, %                  | 48,63  |
| Плотность населения, чел/км²                   | Плотность населения, чел/км²                   | Плотность населения, чел/км²                   | Плотность населения, чел/км²                   | 49,72  |
| Население муниципалитета в % к населению штата | Население муниципалитета в % к населению штата | Население муниципалитета в % к населению штата | Население муниципалитета в % к населению штата | 0,14   |

По данным оценки 2015 года, население муниципалитета составляет 11 120 жителей.

## Статистика
- Валовой внутренний продукт на 2003 год составляет 25 958 664,00 реалов (данные: Бразильский институт географии и статистики).
- Валовой внутренний продукт на душу населения на 2003 год составляет 2745,21 реалов (данные: Бразильский институт географии и статистики).
- Индекс развития человеческого потенциала на 2000 год составляет 0,711 (данные: Программа развития ООН).

## География
Климат местности: тропический.

## Важнейшие населенные пункты
| № | Населённый пункт | Населённый пункт (порт.) | Категория | Население чел. (2010) | На карте                       |
| - | ---------------- | ------------------------ | --------- | --------------------- | ------------------------------ |
| 1 | Терра-Алта       | Terra Alta               | город     | 4334                  | 1°02′12″ ю. ш. 47°54′35″ з. д. |
| 2 | Жетулиу-Варгас   | Getúlio Vargas           | поселок   | 1255                  | 0°59′01″ ю. ш. 47°52′57″ з. д. |
| 3 | Арейял           | Areial                   | поселок   | 616                   | 0°59′09″ ю. ш. 47°46′45″ з. д. |
| 4 | Виста-Алегри     | Vista Alegre             | поселок   | 429                   | 0°57′51″ ю. ш. 47°48′38″ з. д. |
| 5 | Километро 39     | Km 39                    | поселок   | 369                   | 0°57′06″ ю. ш. 47°52′11″ з. д. |